# 8年越しの花嫁 キミの目が覚めたなら
『8年越しの花嫁 キミの目が覚めたなら』（8ねんごしのはなよめ キミのめがさめたなら）は、中原尚志・麻衣の共著によるノンフィクション書籍であり、2015年7月1日に主婦の友社より発売された。

## 概要
著者の中原尚志と麻衣は岡山県内に住む夫婦である。翌2007年3月17日の結婚式を控えていた2006年の年末、幸せな20代半ばの2人を襲ったのは、麻衣が罹った抗NMDA受容体脳炎という難病だった。麻衣は、6年に渡る、長い昏睡状態を経て徐々に意識を取り戻し、意識回復後の長いリハビリを経た2014年12月21日に改めて入籍・挙式した。
その様子が岡山県内の結婚式場のスタッフによって撮影され、後に書籍化。フジテレビのドキュメンタリー番組『奇跡体験!アンビリバボー』で、2015年4月16日に放送された。この放送から2ヶ月後、二人の間に第一子となる長男が誕生した。
2017年に映画化（12月9日に岡山県で先行公開後、16日に全国公開。）。映画脚本に基づいたノベライズやコミック（2017年11月25日発売）も発刊された。

## 書誌情報
- 8年越しの花嫁 キミの目が覚めたなら（2015年7月1日、主婦の友社、中原尚志・麻衣／著）ISBN 978-40-7413392-5
- 8年越しの花嫁　奇跡の実話 コミカライズ版（2017年11月25日、主婦の友社、脚本：岡田惠和、漫画：たむら純子）ISBN 978-40-7427460-4
- 8年越しの花嫁　奇跡の実話 ノベライズ版（2017年11月25日、主婦の友社、脚本：岡田惠和、ノベライズ：国井桂）ISBN 978-40-7427454-3
- 8年越しの花嫁　奇跡の実話（2017年12月6日、小学館〈小学館ジュニア文庫〉、時海結以／著）ISBN 978-40-9231206-7

## 映画
『8年越しの花嫁 奇跡の実話』のタイトルで実写映画化。2017年1月8日から2月14日にかけて撮影され、12月16日（岡山県のみ12月9日先行公開）に公開。佐藤健と土屋太鳳のW主演。映画は瀬々敬久がメガホンをとり、脚本はＮＨＫ連続テレビ小説を数多く手掛けた岡田惠和が担当した。
12月16日に全国320スクリーンで公開され、16日・17日の全国週末興行成績（興行通信社）では観客動員が20万3800人、興行収入2億6300万円を記録し、初登場第3位となった。ぴあ映画初日満足度は92.5となり、こちらは第1位となった。2018年1月3日までに興行収入は16.1億円、観客動員は129万人となり、高稼働を持続。1月28日までの累計で興行収入25億円、観客動員数200万人を突破した。2019年1月発表の総興行収入は28.2億円となっている。

### キャスト
- 中原尚志 - 佐藤健
- 中原麻衣 - 土屋太鳳
- 中原初美 - 薬師丸ひろ子
- 中原浩二 - 杉本哲太
- 柴田 - 北村一輝
- 室田浩輔 - 浜野謙太
- 島尾真美子 - 中村ゆり
- 和田医師 - 堀部圭亮
- そうめん工場社長 - 古舘寛治
- 美帆 - 松本来夢

### スタッフ
- 監督 - 瀬々敬久
- 脚本 - 岡田惠和
- 音楽 - 村松崇継
- 主題歌 - back number「瞬き」（ユニバーサルシグマ）
- 製作総指揮 - 大角正、平野隆
- エグゼクティブプロデューサー - 吉田繁暁、源生哲雄
- プロデューサー - 福島大輔、渡辺信也
- 共同プロデューサー - 幾野明子
- ラインプロデューサー - 阿部智大
- 制作プロダクション - 松竹撮影所 東京スタジオ
- 制作協力 - 松竹映像センター
- 配給 - 松竹
- 製作幹事 - 松竹、TBSテレビ
- 製作 - 「8年越しの花嫁」製作委員会（松竹、TBSテレビ、木下グループ、アミューズ、CBCテレビ、毎日放送、KDDI、北海道放送、RKB毎日放送、GYAO!、山陽放送テレビ、山陽新聞社、主婦の友社）

### 受賞歴
- 第41回日本アカデミー賞[10]
  - 優秀主演男優賞（佐藤健）
  - 優秀主演女優賞（土屋太鳳）
  - 優秀助演女優賞（薬師丸ひろ子）
  - 優秀音楽賞（村松崇継）
- 第40回ヨコハマ映画祭 監督賞（瀬々敬久）※『菊とギロチン』『友罪』と合わせて受賞[11]

### テレビ放送
| 回数 | テレビ局  | 放送日            | 放送時間      | 放送分数 | 視聴率 | 備考 |
| ---- | --------- | ----------------- | ------------- | -------- | ------ | --- |
| 1    | TBSテレビ | 2019年3月31日(日) | 2:38 - 4:50   | 132分    | 1.1%   | 地上波初放送。関東ローカルで放送。 |
| 2    | TBSテレビ | 2020年4月4日(土)  | 21:00 - 23:48 | 168分    | 8.4%   | JNN系列全国ネット。本編ノーカット放送。 当初『オールスター感謝祭2020春』(20:00 - 23:48)を生放送予定だったが、新型コロナウイルス感染拡大防止のために放送延期（後に中止）となったため、『炎の体育会TV90分スペシャル』を150分(18:30 - 21:00)（一部地域は95分→155分）に拡大したのに伴い、代替番組として急遽編成された。 |

- 視聴率はビデオリサーチ調べ、関東地区・世帯・リアルタイム。